# Лафаєтт (округ Волворт, Вісконсин)
Лафаєтт (англ. Lafayette) — місто (англ. town) в США, в окрузі Волворт штату Вісконсин. Населення — 2039 осіб (2020).

## Демографія
Згідно з переписом 2010 року, у місті мешкало 1979 осіб у 735 домогосподарствах у складі 594 родин. Було 790 помешкань
Расовий склад населення:
| - 95,9 % — білих - 0,9 % — азіатів - 0,3 % — корінних американців - 0,3 % — чорних або афроамериканців - 1,4 % — осіб інших рас |

До двох чи більше рас належало 1,3 %. Частка іспаномовних становила 2,3 % від усіх жителів.
За віковим діапазоном населення розподілялося таким чином: 23,6 % — особи молодші 18 років, 62,9 % — особи у віці 18—64 років, 13,5 % — особи у віці 65 років та старші. Медіана віку мешканця становила 44,3 року. На 100 осіб жіночої статі у місті припадало 103,6 чоловіків;  на 100 жінок у віці від 18 років та старших — 106,3 чоловіків також старших 18 років.
Середній дохід на одне домашнє господарство  становив 94 208 доларів США (медіана — 82 857), а середній дохід на одну сім'ю — 103 604 долари (медіана — 94 118). Медіана доходів становила 59 773 долари для чоловіків та 43 906 доларів для жінок. За межею бідності перебувало 4,9 % осіб, у тому числі 2,4 % дітей у віці до 18 років та 4,8 % осіб у віці 65 років та старших.
Цивільне працевлаштоване населення становило 879 осіб. Основні галузі зайнятості: освіта, охорона здоров'я та соціальна допомога — 23,9 %, виробництво — 18,0 %, транспорт — 12,7 %, мистецтво, розваги та відпочинок — 8,1 %.